# À la recherche d'Elsa
À la recherche d'Elsa est un court roman policier de Catherine Fradier paru en novembre 2008. Il s'agit de son huitième roman.

## Résumé
Le roman raconte l'histoire d'Elsa Lamy, consultante d'entreprise, qui se fait engager pour retrouver une femme entrevue pour la dernière fois dans la petite ville de Chabeuil dans la Drôme. Cette femme s'appelle Rosabel. Elsa part alors à la recherche de cette inconnue qui la mène sur les traces de son propre passé.

## Personnages
- Elsa Lamy: jeune femme rousse, consultante d'entreprise spécialisée en intelligence économique.
- Rosabel: c'est une femme qui a disparu et qui semble ne pas savoir lire, ni écrire.
- Anne Guénau: C'est un personnage qui est au courant qu'Elsa recherche Rosabel et souhaite l'aider. Elle travaille dans une agence immobilière avec son mari.